# Merton Pearmain
Merton Pearmain es una  variedad cultivar de manzano (Malus domestica).
Es una variedad de manzana híbrido procedente del cruce de las variedades Laxton's Superb x Cox's Orange Pippin. Criado en 1934 por MB Crane en el "John Innes Institute" (Instituto John Innes), Merton, Inglaterra. Las frutas tienen una pulpa firme y jugosa con un sabor aromático.

## Historia
'Merton Pearmain' es una variedad de manzana híbrido procedente del cruce como Parental-Madre de 'Laxton's Superb' y que como Parental-Padre el polen procede de la variedad Cox's Orange Pippin. Criado por M.B. Crane en el "John Innes Horticultural Institute", Merton, Surrey Inglaterra (Reino Unido) a mediados del siglo XX.
'Merton Pearmain' se cultiva en la National Fruit Collection con el número de accesión: 1953-029 y Accession name: Merton Pearmain.

## Características
'Merton Pearmain' tiene un tiempo de floración que comienza a partir del 7 de mayo con el 10% de floración, para el 12 de mayo tiene una floración completa (80%), y para el 19 de mayo tiene un 90% de caída de pétalos. Presenta vecería.
'Merton Pearmain' tiene una talla de fruto de medio a grande; forma globosa cónica; con nervaduras débiles y corona débil; epidermis con color de fondo amarillo, importancia del sobre color bajo, con color del sobre color rojo, con sobre color patrón rayas / moteado presentando un lavado rojo apagado que está marcado con un patrón de finas rayas rojas, "russeting" (pardeamiento áspero superficial que presentan algunas variedades) de bajo a medio; cáliz de tamaño mediano y cerrado, colocado en una cuenca profunda y estrecha; pedúnculo es corto y moderadamente robusto, colocado en una cuenca estrecha y algo poco profunda; carne de color blanco crema, firme. Sabor jugoso, dulce y aromático.
Su tiempo de recogida de cosecha se inicia a mediados de octubre. Se conserva bien durante tres meses en cámara frigorífica.

## Usos
Sabrosa manzana fresca de mesa.

## Ploidismo
Diploide, auto estéril. Grupo de polinización: D, Día 12.